# Grigori Lvov
Pour les articles homonymes, voir Lvov (homonymie).
Grigori Lvov est un homme politique russe. Sous le règne d'Alexis Ier, il fut chef du Prikaze Posolsky (chef du Département de la diplomatie russe) de 1643 à 1646.
Grigori Lvov était un descendant de Gengis Khan mais également issu de la famille des Riourikides et des princes de Iaroslavl.